# Beaupréau-en-Mauges
Beaupréau-en-Mauges is een gemeente in het Franse departement Maine-et-Loire in de regio Pays de la Loire. De gemeente telde op 1 januari 2022 23.887 inwoners. en maakt deel uit van het arrondissement Cholet. De hoofdplaats van de gemeente is Beaupréau.

## Geschiedenis
De gemeente ontstond op 15 december 2015 door de fusie van de voormalige gemeenten Andrezé, Beaupréau, La Chapelle-du-Genêt, Gesté, Jallais, La Jubaudière, Le Pin-en-Mauges, La Poitevinière, Saint-Philbert-en-Mauges, Villedieu-la-Blouère. Deze gemeenten hadden tot 1 juli 2015 samen met Bégrolles-en-Mauges de Communauté de communes du Centre-Mauges gevormd maar deze gemeente besloot het samenwerkingsverband te verlaten waarmee deze gemeente niet bij de fusie betrokken werd.
Het grondgebied van de huidige gemeente was een van de plaatsen waar de Opstand in de Vendée begin 1793 losbarstte. Jacques Cathelineau nam met enkele tientallen dorpelingen uit Le Pin-en-Mauges op 12 maart Jallais in.

## Bezienswaardigheden (Beaupréau)
- Château des Places
- Maison du Sénéchal
- Neogotische kerk Notre-Dame, gebouwd in 1863 naar plannen van Alfred Tessier die de oude kapittelkerk verving

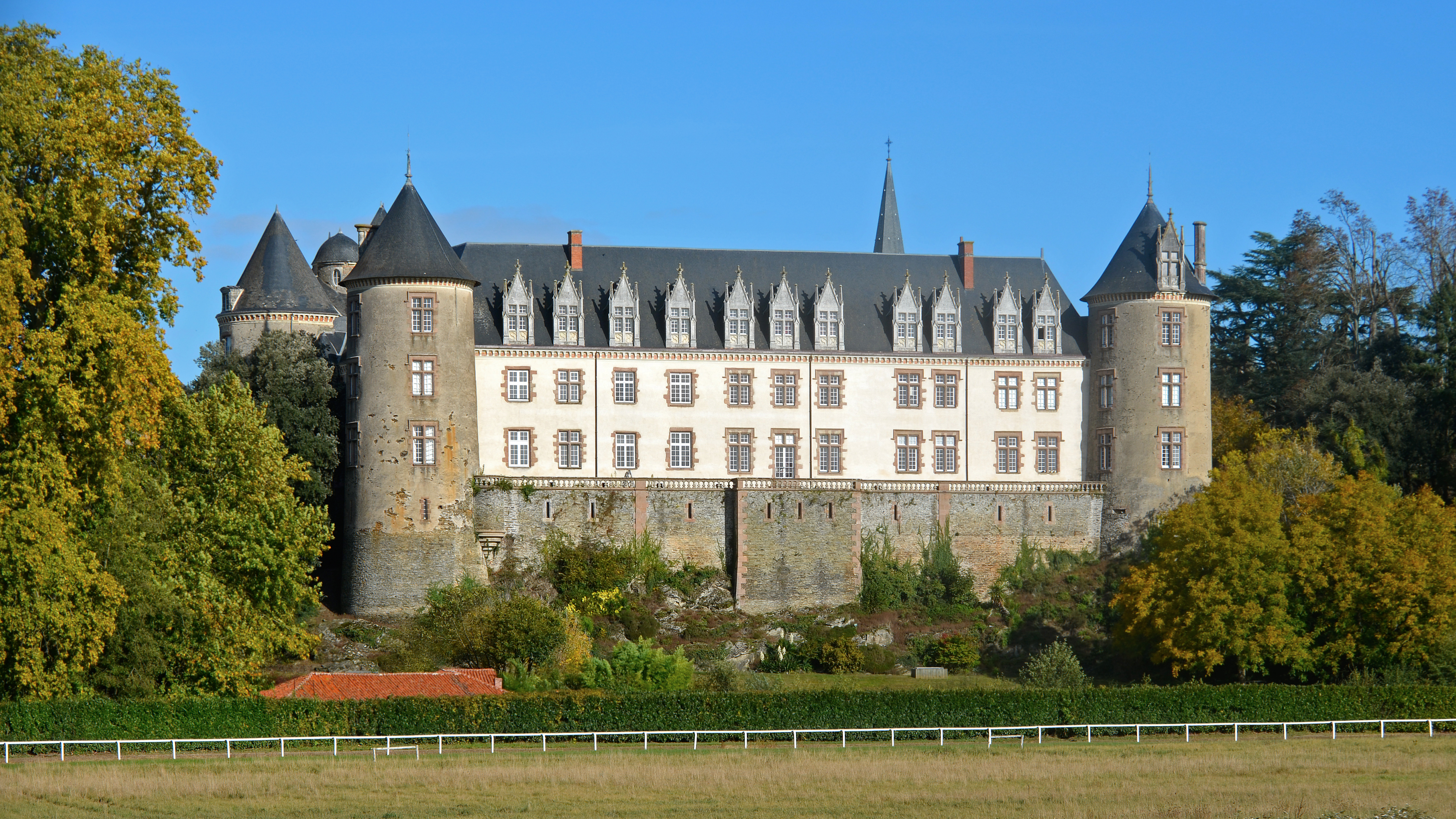
Kasteel
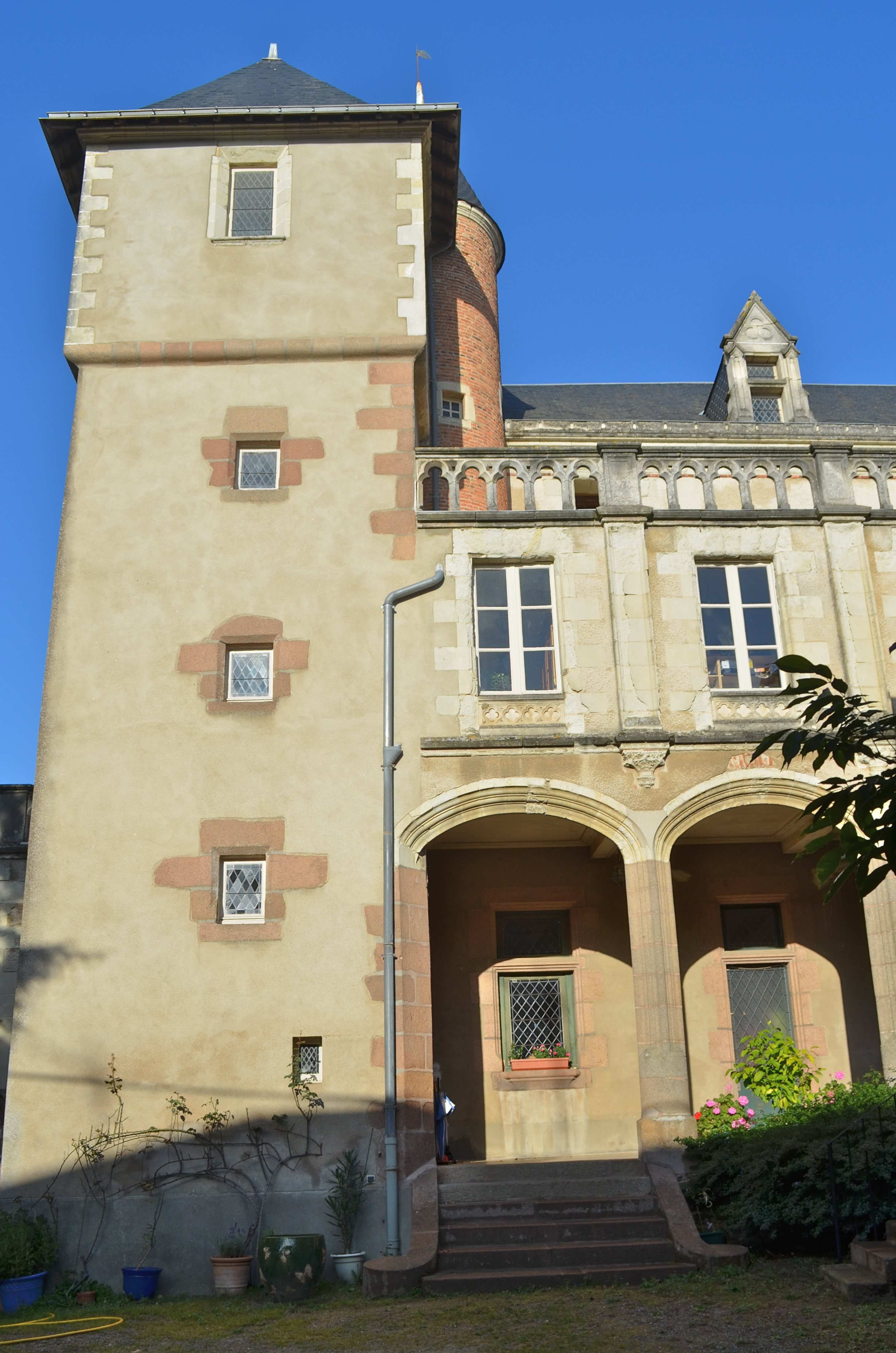
Maison du Sénéchal
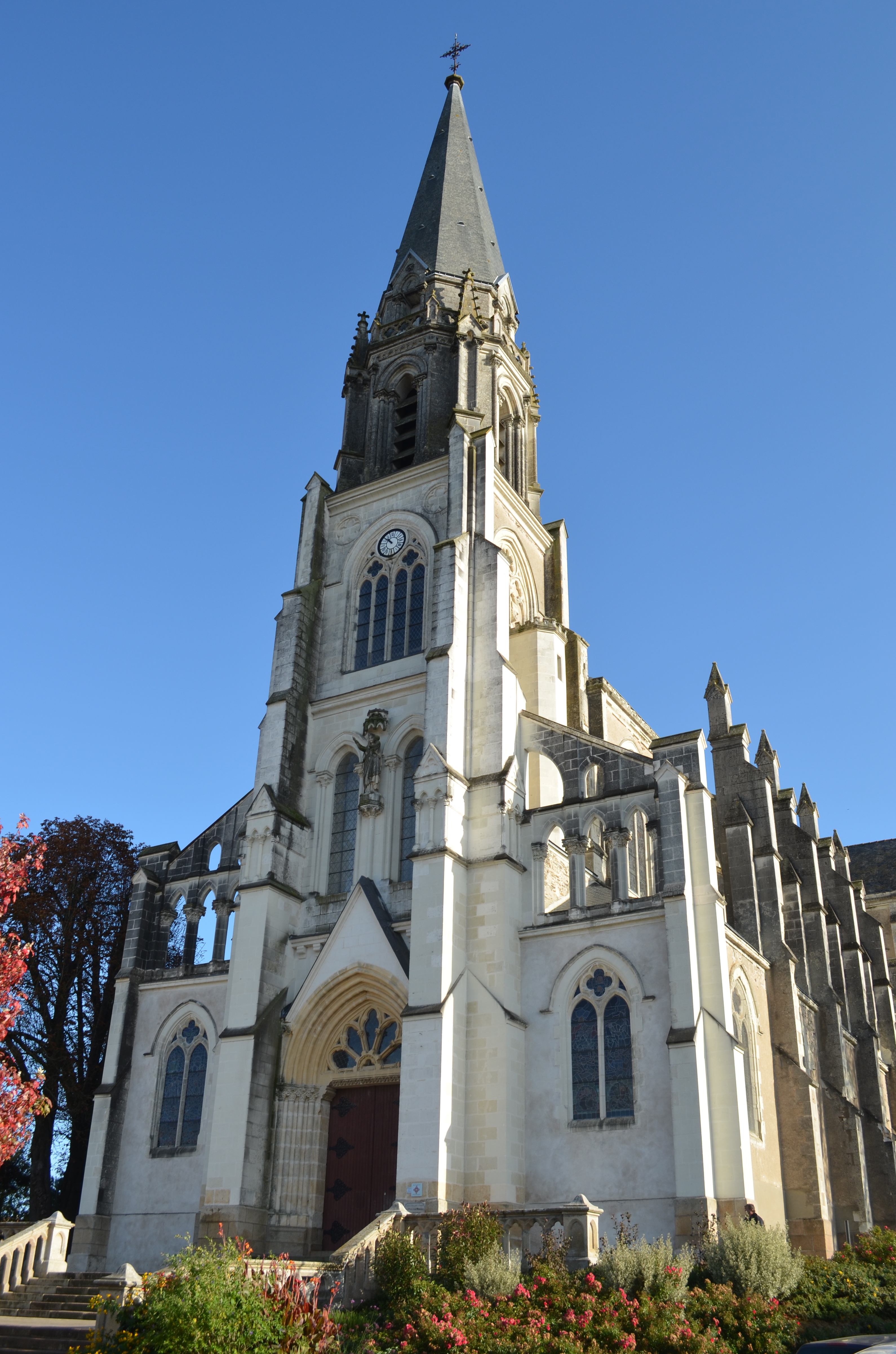
Kerk Notre-Dame

## Geografie
De oppervlakte van Beaupréau-en-Mauges bedroeg op 1 januari 2022 230,45 vierkante kilometer; de bevolkingsdichtheid was toen 103,7 inwoners per km².

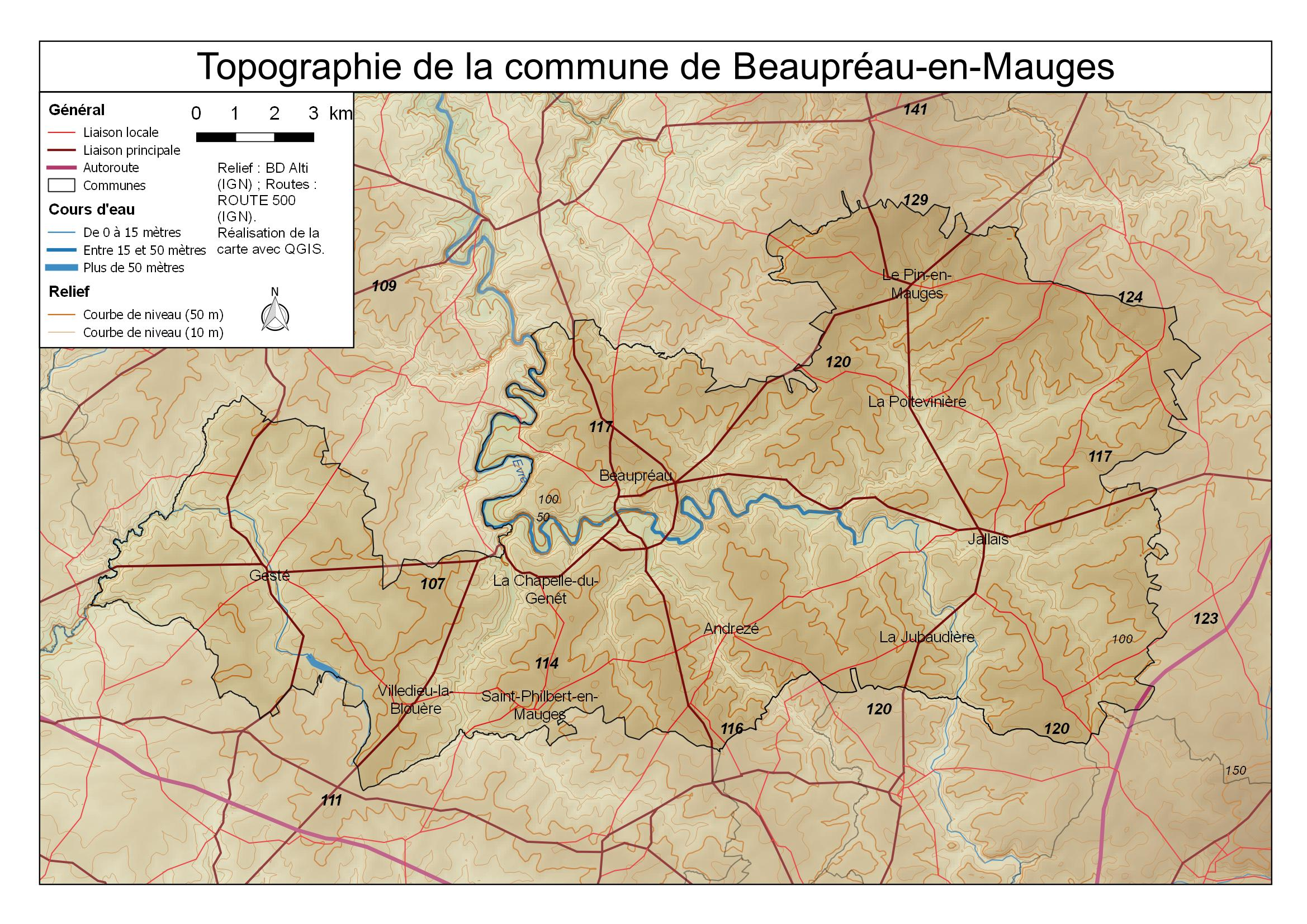
Topografische kaart van de gemeente

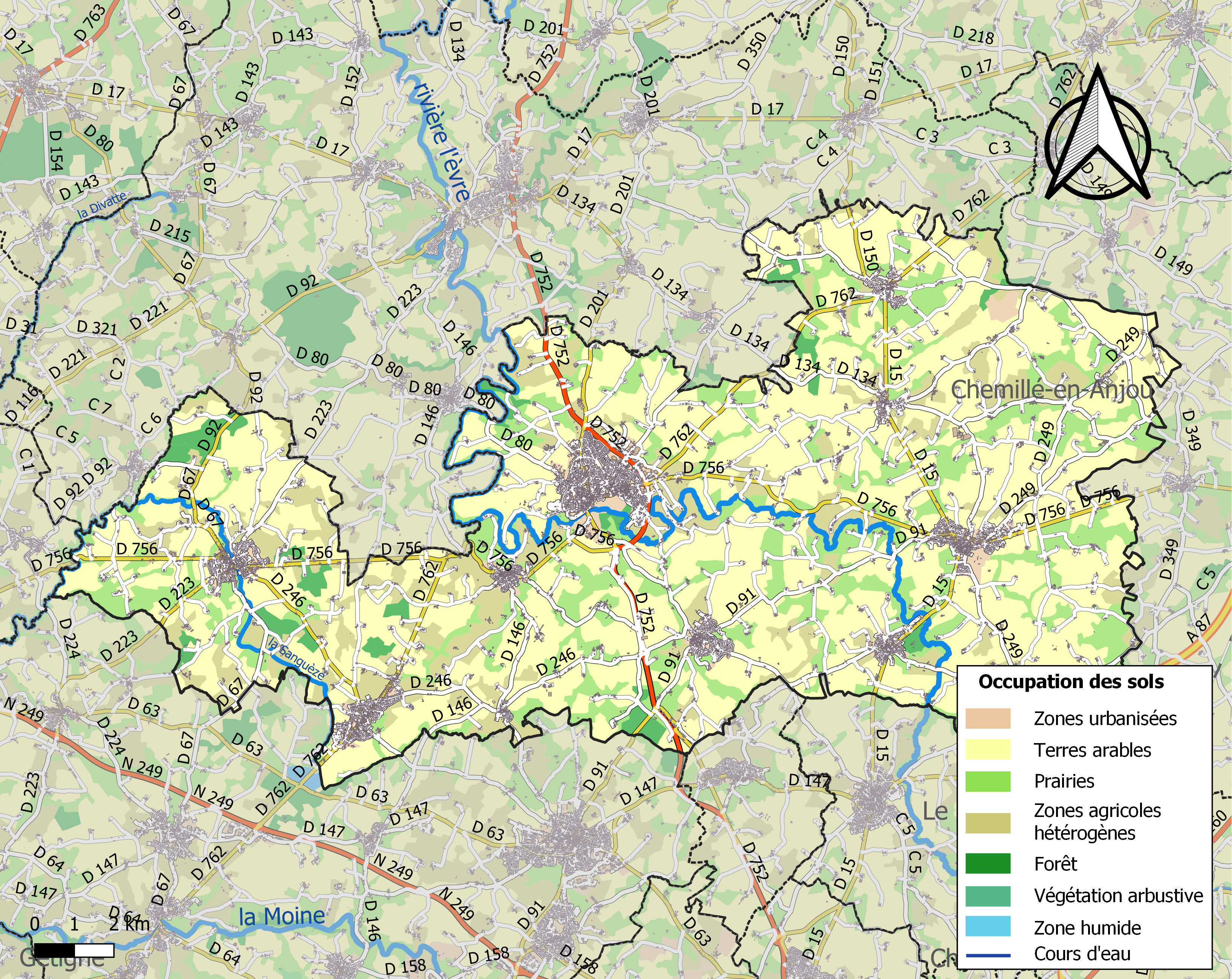
Kaart van de gemeente met de belangrijkste infrastructuur, bodemgebruik en omliggende gemeenten